# 北方興業
北方興業控股有限公司（除牌當時為0736.HK）-- 從上億國際換取上市公司，創辦於1997年，主要業務當時生產刀片用具等。主要創辦人莊聲元。
2004年，其後由於發生財政問題，加上行業競爭激烈，於是出售給民營企業家徐東，更名為中國置業投資之今。

## 外部連結
- 中國置業投資資料（页面存档备份，存于）